# ستاد اقامه نماز
ستاد اقامه نماز یا شورای اقامه نماز، مؤسسه‌ای غیردولتی در ایران است که با حکم سید علی خامنه‌ای، رهبر جمهوری اسلامی ایران، و تحت نظر هیئت امنایی متشکل از شخصیت‌های فرهنگی در سال ۱۳۶۹ تأسیس شده‌است. دفاتر ستاد اقامه نماز در مراکز استان‌های ایران و ۳۲۰ شهرستان، وظیفه ترویج و توسعه نماز را عهده‌دار می‌باشند.
ریاست این سازمان از بدو تأسیس بر عهده محسن قرائتی می‌باشد.
این ستاد در تمامی ادارات و نهادهای کشور دارای دفتر می‌باشد.
ستاد با قرارگاه ۱۹ دی قم همکاری گسترده در گشت ارشاد دارد.
این سازمان، ادارات و دستگاه‌های دولت و غیردولتی را برای طرح‌هایش ارزیابی «سجاده» می‌کند.
در بودجه ایران سال ۱۴۰۰ سهم این ستاد حدود ۲۱ میلیارد تومان بود.
به دستور وزارت ارشاد از اردیبهشت ۱۴۰۱ این ستاد، ستاد امر به معروف و نهی از منکر در کل شرکت‌ها، اداره‌های ایرانی حضور مطلق دارد.

## پیشینه
ستاد اقامه نماز با برگزاری اجلاس سالانه نماز، به دنبال معرفی ارزش‌ها و تعالی جایگاه نماز در جامعه می‌باشد تا میزان اهمیت این واجب دینی در مسئولان فرهنگی کشور بالا رود و از این طریق به فراگیری اقامه نماز در میان تمام اقشار جامعه کمک نماید.
اجلاس سراسری نماز هر ساله در یکی از شهرهای کشور و با پیام رهبر جمهوری اسلامی ایران که توسط نمایندگان وی قرائت می‌شود برگزار می‌شود. پیام‌های سالانه رهبر کشور بازخوردی از فعالیت‌های اجرا شده در طول سال در حوزه نماز در سراسر کشور و با نگاهی مبتنی بر آسیب‌شناسی و با ارایه راهبرد جهت فعالیت‌های دستگاه‌ها در طول سال بوده و مسیر برنامه‌ها و فعالیت‌های مرتبط را راهبری و معین می‌نماید.
اجلاس سراسری نماز از سال ۱۳۷۰ تاکنون به‌صورت سالیانه با حضور مسئولان ارشد کشوری برگزار و در این اجلاس دستگاه‌های برتر در امر ترویج نماز معرفی می‌شوند. اولین اجلاس نماز در سال ۱۳۷۰ در مشهد مقدس و با حضور سید علی خامنه‌ای رهبر جمهوری اسلامی ایران برگزار شد و بعد از آن همواره نمایندگان وی در این اجلاس به نمایندگی از وی حضور و پیام رهبر جمهوری اسلامی ایران را قرائت نموده‌اند.
در اسفندماه سال ۱۳۷۵، به پیشنهاد ستاد اقامه نماز، آیین‌نامه ترویج و توسعهٔ فرهنگ نماز توسط هیئت وزیران تصویب شد و همهٔ نهادهای دولتی یا عمومی غیردولتی مشمول پیگیری و تسهیل اقامهٔ نماز در دستگاه خودشان شدند. با اصلاح این آیین‌نامه توسط هیئت وزیران در سال ۱۳۸۴، ستاد عالی اقامه نماز در دانشگاه‌ها تشکیل شد. همچنین مردادماه ۱۳۸۴، طرح جامع توسعه فرهنگ اقامه نماز توسط شورای‌عالی انقلاب فرهنگی تصویب شد.
این ستاد از ۱۳۷۰ بیست و هشت اجلاس برگزار کرده‌است.
سال ۹۷ ستاد اقامه نماز آموزش پرورش به شورای‌عالی نماز ارتقا پیدا کرد.
مدیرکل همدان این ارگان در فروردین ۱۴۰۱ به شهرداری و سازمان اصناف دستور داد به‌شکل اجباری در مجتمع‌های تجاری نمازخانه ایجاد شود.

## کارکرد
- تجهیز نمازخانه‌ها و وضوخانه‌ها[۱۵][۱۶]
- دوره‌های آموزشی برای کودکان[۱۷]